# 気孔

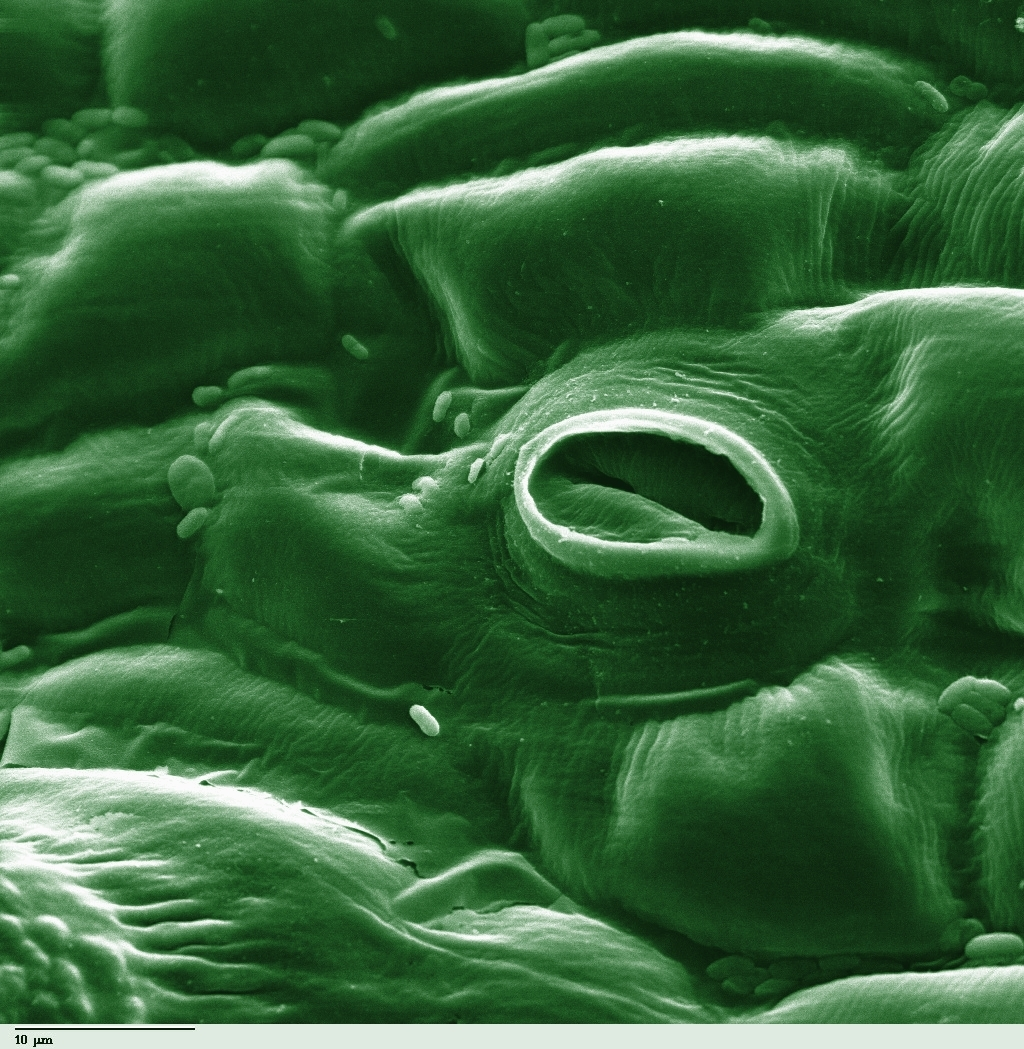
トマトの葉の気孔。走査型電子顕微鏡により撮影

植物における気孔（きこう、Stoma、pl Stomata）とは、葉の表皮に存在する小さな穴（開口部）のこと。2つの細胞（孔辺細胞）が唇型に向かい合った構造になっており、2つの孔辺細胞の形が変化することによって、孔の大きさが調節される。主に光合成、呼吸および蒸散のために、外部と気体の交換を行う目的で使用される。

## 概要

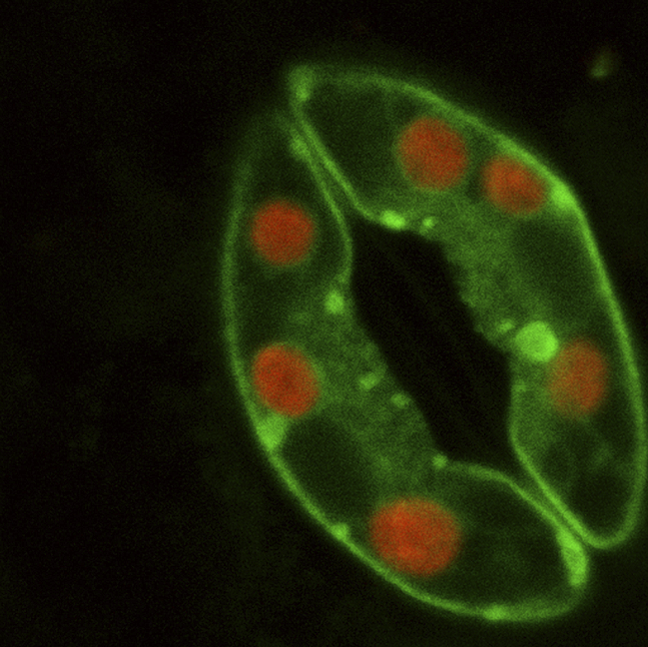
蛍光用共焦点顕微鏡により撮影されたシロイヌナズナの気孔。（赤）葉緑体の自家蛍光、（緑）GFPの蛍光（細胞質）

光合成の基質の一つである二酸化炭素は、空気中から主に気孔を通じて供給される。さらに、葉の内部（葉肉）で行われた光合成により生じた酸素も気孔より排出されるほか、蒸散による空気中への水蒸気の放出も同様に、主に気孔を通じて行われる。気孔の開閉を調節する要素としては、光や水ポテンシャルなどが知られている。例えば、植物は水不足に晒されたとき、気孔を閉じることで蒸散を抑え、体内の水分減少を遅らせることが知られている。一方で、気孔は内部組織へと通じているために、病原体の有力な感染経路となっている可能性も考えられている。また、多くの植物において、孔辺細胞は他の表皮細胞にはほとんど見られない葉緑体を持っていることも特徴の一つであるが、この葉緑体の機能については議論がなされているところである。
気孔は、苔類を除く全ての陸上植物の、胞子体世代に存在する。気孔の分布と数（密度）は種によって異なるだけでなく、環境の影響を受けるため一概に述べることはできない。一般的な傾向として、双子葉植物の木本では葉の裏側にのみ分布、草本では通常、葉の表側よりも裏側に多く見られる。単子葉植物では、表側に多いもの、裏側に多いもの、表裏の気孔の数がほぼ同じものなど多様であるが、環境の影響による変動が大きい。水面に浮かぶ葉（葉状体）を持つ植物（ウキクサなど）においては、表側の表皮にのみ気孔が見られ、水草の水中葉においては気孔は全く見られない。
なお、英語表記で気孔は stoma であるが、これは、古代ギリシャ語で「口」を意味する στόμα （stoma）が語源となっている。

## 気孔の挙動

### 二酸化炭素交換の調節
光合成の基質である二酸化炭素（CO2）の大気中濃度は、2008年3月現在、約384ppmである。多くの植物は、日中に気孔を開いており、夜間には閉鎖するといった、日周性を持つことが知られている。これは、光のあたる日中に、光合成に必要な二酸化炭素を多く取り込むためであると考えられるが、一方で、気孔が開かれることにより葉からの蒸散量は増加することになる。

なお2013年には気孔の開閉をコントロールするPATROL1という遺伝子が発見されている。これを活性化することで人為的に気孔を開き二酸化炭素の吸収を促進することに成功している。

#### C3植物
二酸化炭素のリブロース-1,5-ビスリン酸（RuBP）への固定は、リブロース1,5-ビスリン酸カルボキシラーゼ/オキシゲナーゼ（ルビスコ）と呼ばれる酵素によって行われる（カルビン - ベンソン回路）。この炭素固定は、空気に直接晒された葉肉細胞（気孔の内側）で主に行われると考えられている。このことは、二酸化炭素の取り込みと葉の水分量のトレードオフの関係を促進する原因となる。なぜなら、比較的分子活性の低いルビスコは、炭素固定を効率良く行うのに高い二酸化炭素濃度を必要とするため、必然的に気孔の開度を高くしなければならず、その分蒸散量も増すからである。このように、カルビン-ベンソン回路のみで炭素固定を行う植物は、C3植物と呼ばれる。（ルビスコ項も参照されたい）

#### C4植物
カルビン-ベンソン回路に加え、二酸化炭素濃縮のためのC4経路を持つ植物はC4植物と呼ばれる。C4植物は、二酸化炭素との親和性が高いホスホエノールピルビン酸カルボキシラーゼ（PEPC）により、効率よく二酸化炭素を取り込むことができる。C4経路により取り込まれた二酸化炭素は、その後、カルビン-ベンソン回路に取り込まれる。C4植物においては、カルビン-ベンソン回路の酵素は主に維管束鞘細胞に局在し、PEPCは主に葉肉細胞に局在することが知られている。このように、二酸化炭素と親和性の高いPEPCが葉肉細胞に存在することにより、C4植物は、C3植物より低い気孔開度でも効率よく二酸化炭素を取り込むことができるため、結果的に蒸散量を低く抑えることができる。（C4型光合成項も参照されたい）

#### CAM植物
砂漠によく見られる多肉植物の多くは、CAM型光合成を行うことが知られており、これらCAM植物は他の植物とは逆に、夜間に気孔を開き、光合成を行う昼間は閉じている。CAM植物は、気孔を開く夜間に、PEPCを含むCAM経路を用いて二酸化炭素を取り込み、液胞にその生成物であるリンゴ酸を蓄積する。昼になると気孔を閉じ、夜の間に貯蔵したリンゴ酸から二酸化炭素を取り出し、カルビン-ベンソン回路に取り込ませることで光合成を行う。このように、比較的気温の低い夜間に気孔を開き、気温の上がる昼間に閉じることで、水分の損失を低く抑えることができ、砂漠のような水が極度に不足するような環境にも適応していると考えられている。（CAM型光合成項も参照されたい）

### 水分条件に対する応答
植物は、水不足に晒されて水ポテンシャルが低下すると、体内の水分を維持するため、気孔を閉じて蒸散量を制限することが知られている。植物ホルモンの一つであるアブシジン酸は、気孔を閉鎖する作用を持ち、水不足に応答して植物体内で合成され蓄積されることが知られている。また、外部から葉の表皮にアブシジン酸を与えると、多くの植物で気孔の閉鎖が見られる。これらのことから、アブシジン酸は、水不足に応答した気孔の閉鎖を誘導する鍵となるシグナルである。

### 光に対する応答
気孔は光に応答し、開口する傾向があることが知られている。気孔開口に対しては、特に青色光が高い効果を持つことが知られており、青色光が弱光でも有効であるのに対し、赤色光は強光の場合のみ作用する。赤色光の気孔開口作用は、クロロフィルに吸収され活性化されることによる、孔辺細胞での光合成反応に依存した応答であると考えられている。これに対し青色光は、青色光受容体に吸収され、シグナルとして作用すると考えられている。青色光受容体としてクリプトクロムやフォトトロピンが知られているが、気孔開口に関与する青色光受容色素としてはゼアザンチンが有力であると言われている。

## 開閉の機構

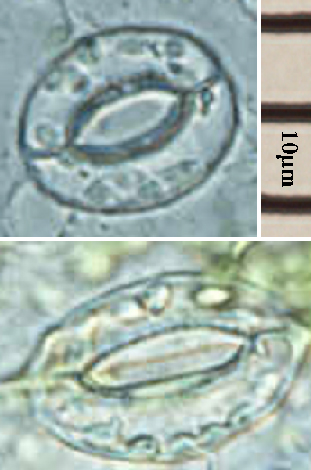
シロイヌナズナの気孔。（上）開いた気孔、（下）閉じた気孔

気孔の開閉には日周性があるが、それ以外でも様々な環境条件に左右される。例えば、光、湿度や二酸化炭素濃度などである。これらの環境に対する気孔の応答がどのような機構でなされているかは、いまだ完全な解明には至っていないが、孔辺細胞の浸透圧調節を介した基礎的な気孔開閉の機構については解明されつつある。
強光や多湿といった、気孔の開口が促進されるような条件においては、プロトンポンプが活性化され水素イオン（プロトン、H+）を孔辺細胞外へと排出することが知られている。水素イオンが排出されることで、静止膜電位からマイナスの方向に膜電位が変化するが（過分極）、これを埋め合わせるため、アポプラストからカリウムイオン（K+）が細胞内に取り込まれる。結果として、孔辺細胞内の浸透圧が上がり、水が細胞内に流れ込むことで細胞の体積と膨圧が上昇する。孔辺細胞の細胞壁は環状のセルロースミクロフィブリルを形成しているため、体積の上昇に伴い細胞は横ではなく縦に伸長する。両端は隣接する表皮細胞により堅く固定されているため、向かい合う二つの孔辺細胞は伸長すると互いとは逆方向に湾曲することとなり、結果的に孔辺細胞間に隙間が開くこととなる。

気孔の開閉

一方、気孔の閉鎖に関しては、アブシジン酸を介した機構がよく研究されている。孔辺細胞において、アブシジン酸受容体であるPYR/PYL/RCARタンパクがアブシジン酸を受容すると、陰イオンチャネルが活性化され、塩化物イオン（Cl-）等の細胞外への放出を引き起こし、膜電位が脱分極する。アブシシン酸による細胞膜の脱分極は、細胞膜のH+-ATPaseの阻害によっても促進されることが示唆されている。
この脱分極により電位依存性カリウムイオンチャネルが開口し、カリウムイオンの細胞外への排出も促進される。これらのイオンが細胞外に排出されることで、孔辺細胞の浸透圧が低下し細胞内の水が流出するため、細胞の体積と膨圧が低下する。結果的に孔辺細胞が萎れる形となり、孔辺細胞間の隙間がなくなる（気孔が閉鎖する）こととなる。
大気中の二酸化炭素濃度に応答して、気孔の開閉を調節するたんぱく質として、SLAC1タンパク質が同定された。このタンパク質は、大気中の二酸化炭素濃度の上昇に伴い、孔辺細胞から塩化物イオンやリンゴ酸を排出して、気孔を閉鎖する役割を担っていることが明らかになった。このタンパク質の基質が、リンゴ酸であることは、メタボロミクスによって解明された。

## 発生
表皮細胞は大きく分けて三種類に分類される。トライコーム（毛状突起）、通常の表皮細胞、孔辺細胞である。これらの細胞は、茎頂分裂組織の同じ層から発生し、決まったパターンで表皮上に配列されることが知られている。孔辺細胞の発生は、各表皮細胞に分化する前の細胞（前表皮細胞、protodermal cells）が不等分裂するところから始まる。不等分裂で生じた大きなほうの細胞は通常の表皮細胞となるが、小さな方の細胞はメリステモイド（分裂組織状細胞）と呼ばれる細胞であり、これが孔辺母細胞となり、最終的に孔辺細胞へと分化する。メリステモイドは孔辺母細胞となる前に1～3回の不等分裂を行う。形成された孔辺母細胞は1回の等分裂を行った後、一対の孔辺細胞となり、気孔が形成される。